# Cerasus kurilensis
Cerasus kurilensis là loài thực vật có hoa trong họ Hoa hồng. Loài này được (Miyabe) Czerep. mô tả khoa học đầu tiên năm 1981.